# Mijnsheerenland

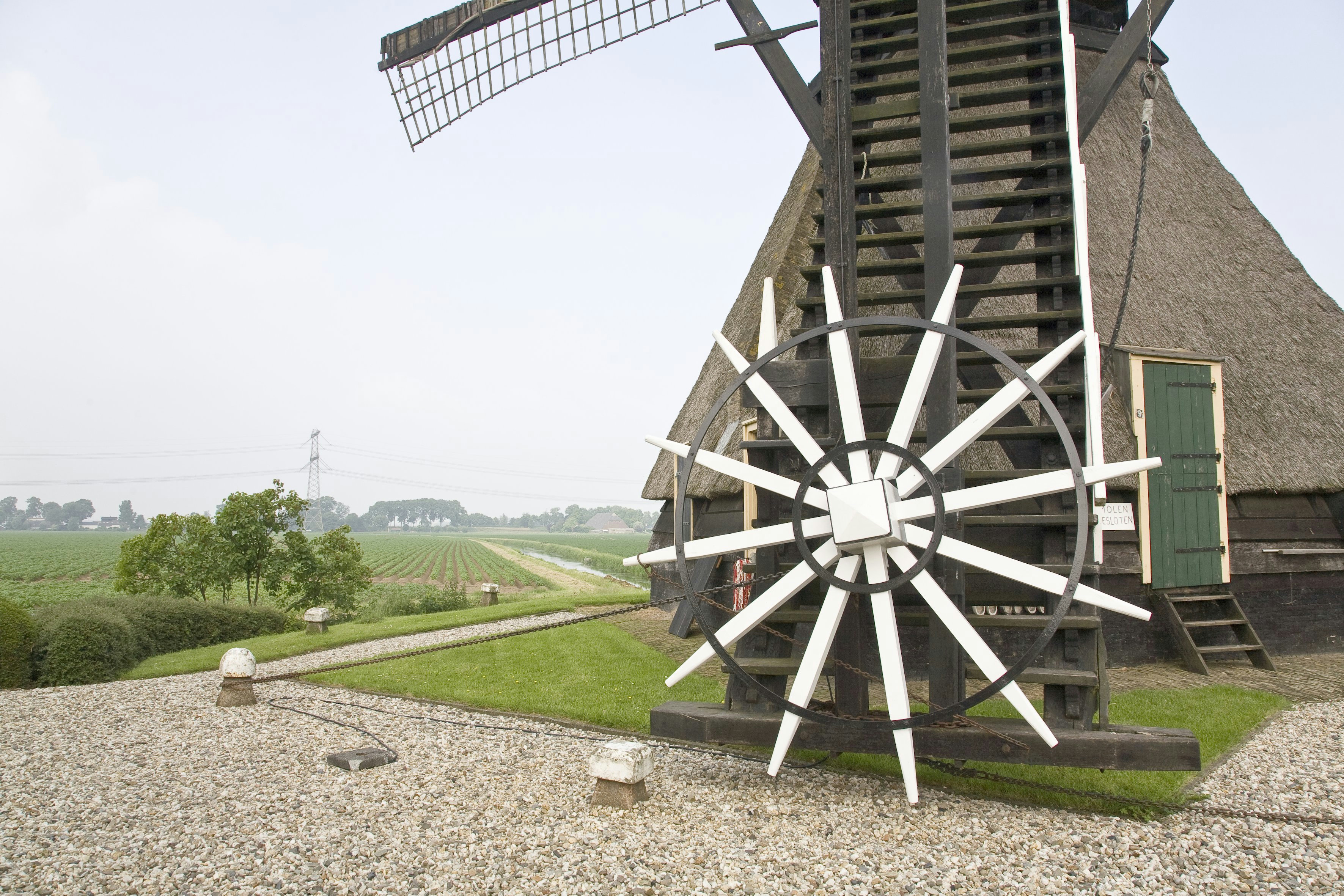
Mijnsheerenland: l'Oostmolen

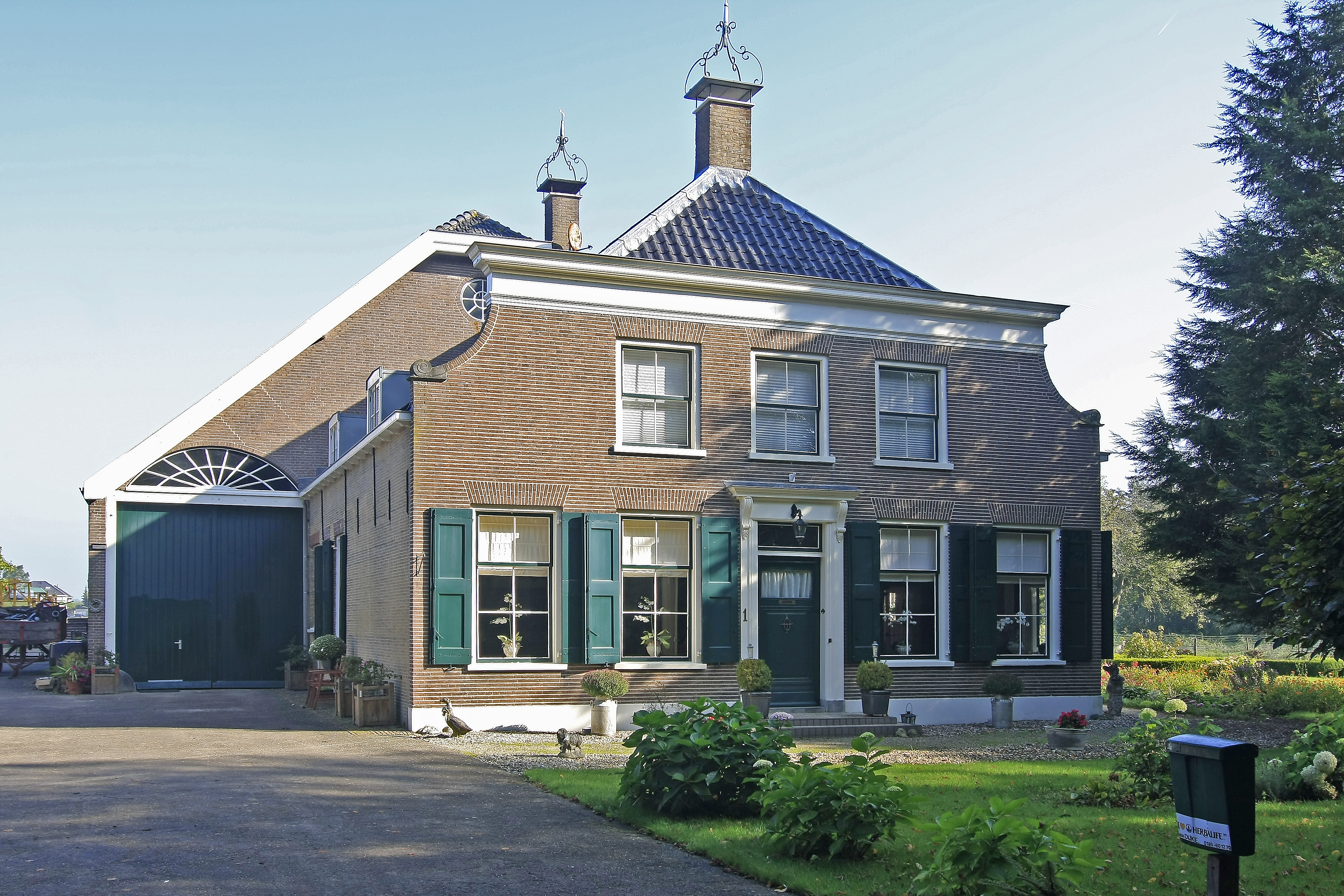
Mijnsheerenland: la fattoria "Bredebest"

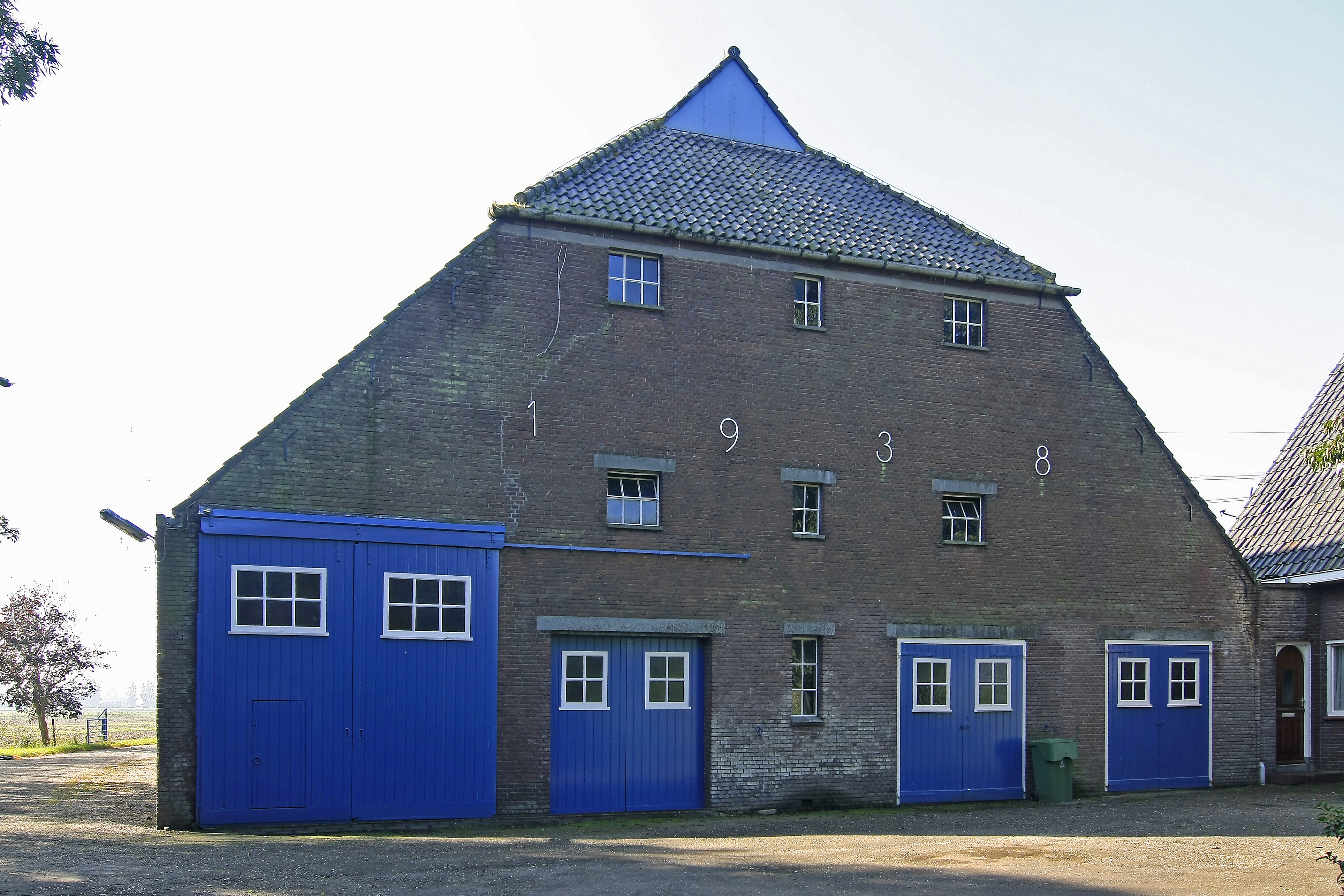
Altra antica fattoria a Mijnsheerenland

Mijnsheerenland è un villaggio (dorp) di circa 4800 abitanti del sud-ovest dei Paesi Bassi, facente parte della provincia dell'Olanda Meridionale (Zuid-Holland) e situato lungo il Binnenbedijkte Maas, nell'isola di Hoeksche Waard. Dal punto di vista amministrativo, si tratta di un ex-comune, nel 1984 accorpato alle municipalità di Binnenmaas e Oud-Beijerland, comuni a sua volta ingobati nel 2019 nella nuova municipalità di Hoeksche Waard.

## Geografia fisica
Mijnsheerenland ai trova tra Rotterdam e Oudenbosch (rispettivamente a nord della prima e a sud della seconda) e tra il corso dell'Oude Maas e dello Hollandsch Diep (rispettivamente a sud del primo e a nord del secondo), a pochi chilometri a ovest di Dordrecht e a est di Oud-Beijerland.
Il wijk di Mijnsheerenland occupa la parte settentrionale del territorio del comune di Hoeksche Waard. Il territorio di Mijnsheerenland ha una superficie di 16,03 km², di cui 0,74 km² sono costituiti da acqua.

## Origini del nome
Il toponimo Mijnsheerenland significa letteralmente "terra del mio signore" in riferimento al suo fondatore (v. sezione "Storia").

## Storia
La località venne fondata tra il 1437 e il 1438 da Lodewijk van Praet van Moerkelen nel luogo dove sorgeva il territorio di Schobbe e Everocken, scomparso dopo l'inondazione di Santa Elisabetta del 1421.
Già nel 1455 vennero realizzati in loco in primi mulini a vento.

### Simboli
Lo stemma di Mijnsheerenland è costituito da una croce rossa su sfondo dorato, lungo la quale sono raffigurate cinque conchilie. Questo stemma venne adottato ufficialmente il 24 luglio 1816 e deriva da quelli dei comuni belgi di Moekerke e Oedelem, che pure facevano parte delle proprietà della famiglia del fondatore di Mijnsheerenland, i Van Praet.

## Monumenti e luoghi d'interesse

### Architetture religiose

#### Chiesa di San Lorenzo o Hervormde Kerk
Il più antico edificio religioso di Mijnsheerenland è la chiesa di San Lorenzo Hervormde Kerk ("chiesa protestante"): situata nella Kerkplein, è risalente alla metà del XV secolo. 
Nel campanile, si trova, assieme a due orologi moderni, anche un orologio risalente al 1462 e realizzato da J. Zeelstman.

### Architetture civili

#### Hof van Moerkerken
Altro edificio d'interesse di Mijnsheerenland è la Hof van Moerkerken, una residenza situata lungo la Wilhelminastraat e realizzata tra il XVII e il XVIII secolo.

#### Oostmolen
Altro edificio d'interesse di Mijnsheerenland è l'Oostmolen ("mulino orientale"), un mulino a vento situato lungo la Provincialeweg e risalente al 1616 o 1732.

#### Mulino "De Goed Hoop"
Altro mulino a vento di Mijnsheerenland è il "De Goede Hoop": situato lungo la Molenweg, risale al 1749.

#### Hoeve Ver
Altro edificio storico di Mijnsheerenland è la "Hoeve Ver", una fattoria situata lungo Brabersweg e risalente al 1724.

#### Bredebest
Lungo la Hoflaan si trova poi la fattoria "Bredebest", risalente al 1862.

## Società

### Evoluzione demografica
Al censimento del 2024, Mijnsheerenland contava una popolazione pari a 4.785 abitanti.
La popolazione al di sotto dei 46 anni era pari a 2.275 unità (di cui 845 erano i ragazzi e i bambini con meno di 16 anni), mentre la popolazione dai 65 anni in su era pari a 1.175 unità.
La località ha conosciuto un progressivo incremento demografico a partire dal 2014, quando contava 4.305 abitanti.